# Roosendaal vasútállomás
Roosendaal vasútállomás vasútállomás Hollandiában, Roosendaal városában.

## Vasútvonalak
Az állomást az alábbi vasútvonalak érintik:
- Roosendaal–Vlissingen-vasútvonal
- Antwerpen–Lage Zwaluwe-vasútvonal
- Roosendaal–Breda-vasútvonal

## Kapcsolódó állomások
A vasútállomáshoz az alábbi állomások vannak a legközelebb:
- Bergen op Zoom vasútállomás (Vlissingen vasútállomás, Roosendaal–Vlissingen-vasútvonal)
- Essen railway station (Puurs railway station, Antwerpen-Centraal, Antwerpen–Lage Zwaluwe-vasútvonal, S32)
- Oudenbosch vasútállomás (Lage Zwaluwe vasútállomás, Antwerpen–Lage Zwaluwe-vasútvonal)
- Etten-Leur vasútállomás (Breda vasútállomás, Roosendaal–Breda-vasútvonal)